# Pali Text Society
La Pali Text Society è una società letteraria fondata nel 1881 a Bristol (Regno Unito), con lo scopo di pubblicare edizioni e traduzioni di testi Pali

## Storia
La Pali Text Society (PTS) è stata fondata nel 1881 da T. W. Rhys Davids "per favorire e promuovere lo studio dei testi Pali". A tal fine pubblica edizioni di testi Pali in scrittura romana, traduzioni in inglese e opere ausiliarie, tra cui dizionari, grammatiche, un primer Pali e una rivista.
Dalla sua fondazione la Società ha pubblicato edizioni e traduzioni di quasi tutti i testi canonici Pali, nonché edizioni della maggior parte dei principali commenti e traduzioni di alcuni di essi. La Società mira a mantenere quasi tutte le sue pubblicazioni in stampa disponibili e a produrre almeno due nuovi libri e un volume del suo Journal ogni anno. Accanto alle sue attività editoriali, offre borse di studio per sostenere gli studiosi che lavorano nel campo degli studi Pali in tutto il mondo.
La Società è un ente di beneficenza registrato e un'organizzazione senza scopo di lucro: dipende dalla vendita delle sue pubblicazioni, dagli abbonamenti dei membri e dalla generosità dei donatori.
La Società è governata da un Consiglio, che si riunisce due volte all'anno. L'adesione è disponibile per tutti coloro che sono interessati allo studio dei testi Pali che desiderano sostenere la Society nei suoi obiettivi. I membri paganti, sia "ordinari" che "sponsor", ricevono una riduzione del 20% sulle pubblicazioni della PTS e hanno diritto a partecipare all'AGM (Annual General Meeting), che si svolge a Londra ogni settembre.
La Facoltà di Studi Asiatici e Mediorientali dell'Università di Cambridge detiene archivi relativi alla Pali Text Society.

## Presidenti
Presidenti della Pali Text Society negli anni:
- 1881–1922: Thomas William Rhys Davids (1843–1922) (Fondatore)
- 1922–1942: Caroline Augusta Foley Rhys Davids (1857–1942)
- 1942–1950: William Henry Denham Rouse (1863–1950)
- 1950–1958: William Stede (1882–1958)
- 1959–1981: Isaline Blew Horner OBE (1896–1981)
- 1981–1994: Kenneth Roy Norman FBA (1925– 2020)
- 1994–2002: Richard Francis Gombrich (1937– )
- 2002–2003: Lance Selwyn Cousins (1942–2015)
- 2003–ora: Rupert Mark Lovell Gethin (1957– )